# Mega (revista)
Mega, com a legenda "100% puro Sega Mega Drive...", foi uma revista mensal, publicada no Reino Unido, destinada a usuários do Mega Drive e suas adições, o Mega-CD e 32X. Durante seu tempo como uma das principais publicações da Mega Drive, a Mega cobriu a era de ouro do Mega Drive de 1992 a 1995. A revista passou por muitas mudanças, incluindo um novo design no conteúdo e leiaute antes de ser vendida para uma editora rival.

## História
Durante o verão de 1992, o então vice-editor da Sega Power Neil West recebeu o cargo de editor da nova revista Mega Drive. Amanda Cook foi recrutada pelo Amiga Power para atuar como editora de arte. Andy Dyer, que trabalhou na revista Total! da Nintendo, foi nomeado editor-adjunto. Paul Mellerick, ex-escritor da Sega Force, completou a equipe editorial de quatro pessoas como redator da equipe.
Na quinta-feira, 17 de setembro, uma edição da Mega, com a capa datada de outubro de 1992, apareceu em bancas de jornais e revistas com o preço de £ 1,95. Impresso em super A4 brilhante e combinado com uma capa frontal e coluna de qualidade, a Mega adotou valores de produção relativamente altos. A edição de lançamento incluiu muito do que viria a ser o conteúdo regular da revista: "Mega City", previews, reviews, "Mega Play", "Arena", "Mega Mouth" e o sempre controverso guia de jogos "Top 100".
No final de 1993, Neil West havia cruzado o Atlântico para ajudar a lançar a respeitada revista americana Next Generation Magazine, que detinha o título de chefe de redação. Andy Dyer assumiu a posição de editor e a revista continuou com sucesso, mostrando uma circulação de mais de 50.000 para o período de janeiro a junho. No entanto, por razões desconhecidas de seus leitores, a Future Publishing decidiu vender a revista. A última edição da Mega publicada pela Future Publishing foi a edição 23, com a capa datada de agosto de 1994. O evento foi listado, em uma data posterior, nas páginas de histórico do site da Future.
Em agosto de 1994, a Mega era agora uma revista da Maverick e sua primeira edição foi a edição de setembro de 1994, número 24. Já a editora do Mega Drive Advanced Gaming, a Maverick afirmou que eles queriam cobrir o "mercado específico do Mega Drive", já tendo comprado outra revista sobre Mega Drive, a MegaTech da EMAP. A Mega da Maverick tinha o mesmo estilo e leiaute que a Mega do Future, mas como a equipe havia mudado, o estilo da revista também mudou. A contagem de páginas estava diminuindo a cada mês e não demorou muito para que a revista fechasse.
A revista tinha um ABC típico de 45.000.

## Estilo editorial e conteúdo

### Mega City
Mega City foi a seção de notícias de jogos onde todas as novidades para Mega Drive eram anunciadas. Também eram incluídos nesta seção recursos como a coluna Editorial, "Q's In The News", "Bull Durham's World Of PR" e "Busman's Holiday". Q's In The News era uma lista de perguntas que foi impressa na seção Notícias. As perguntas relacionadas ao Mega Drive variaram de fácil a difícil. Havia também cinco capturas de tela de jogos, que eram alteradas e espetadas, das quais você tinha que responder, ou adivinhar, de que jogo era a captura. Principalmente por causa do primeiro nome de Bull Durham, A Mega usou esse personagem para arrebentar bluffs e erros no mundo do marketing do Mega Drive, com consequências hilárias. O Busman's Holiday apresentou uma entrevista ao estilo Perguntas & Respostas com pessoas que trabalham na indústria de videogames como o músico Rob Hubbard, o gerente de marketing da EA Simon Jeffrey, o instrumentista Danny Curley, o apresentador do GamesMaster Dominik Diamond e um conhecido jornalista chamado Andy Dyer.

### Interviews(Entrevistas)
A Mega contava com entrevistas com pessoas que estavam envolvidas na área dos videogames. Entrevistas com celebridades incluíam Dominik Diamond, Robert Llewellyn (Kryten de Red Dwarf), Pat Sharp, Andy Crane e os anúncios de Jimmy da Sega "O homem com o corte cibernético". As discussões geralmente envolviam o que eles estavam fazendo no momento e ocasionalmente até mesmo coisas relacionadas à Sega. A entrevista de Pat Sharp enfocou o título "Is Sonic Killing Rock 'n' Roll?".

### Previews and Reviews(Prévias e análises)
Prévias e análises eram informativos e o leiaute era claro. Cobrir jogos em destaque como o NHLPA Hockey '93 e o Sonic 2 receberam uma cobertura massiva de seis páginas. Cada análise tinha um painel de informações à direita da página que incluía todos os detalhes e classificações do jogo. As classificações eram dadas, em dez, para gráficos, som, jogabilidade, tamanho do jogo e vício. A pontuação geral era dada em porcentagem. Às vezes, um segundo e terceiro membro da equipe adicionavam sua caixa "Not so fast..." à análise, declarando sua opinião sobre o jogo. Também incluía nas análises uma caixa "Then again..", que dava ao leitor um lembrete de jogos lançados anteriormente no mesmo gênero.

### Mega Play
A seção de dicas da Mega foi muito abrangente; no total, as páginas de Dicas incluíram "Mega Play" (dicas, cheats, códigos e mais), "Mega Medic", onde os leitores escreviam sobre seus problemas nos jogos e a Mega respondia com dicas ou soluções, e a "Rip 'n' Tip" seção que apresentava guias detalhados completos para jogos populares.

### Top 100
O Top 100 foi um guia do comprador para os melhores jogos de Mega Drive. O Top 100 sempre causou controvérsia e confusão entre muitos leitores. A ideia era listar os melhores jogos geralmente por gênero, por exemplo, Joe Montana Football era listado abaixo do usual, porque havia outro jogo melhor naquele gênero; John Madden Football. Por meio de edições posteriores, mini-análises clássicas e os anúncios dos leitores foram adicionadas à seção Top 100. Na edição 23, o Top 100 recebeu uma revisão e agora eram apenas Top 50 jogos, dos quais o Sensible Soccer estava agora no topo.
| Primeiro                           | Número | Final                   |
| ---------------------------------- | ------ | ----------------------- |
| John Madden Football '92           | 1      | Sensible Soccer         |
| EA Hockey                          | 2      | Super Street Fighter II |
| Sonic the Hedgehog                 | 3      | John Madden Football    |
| Hellfire                           | 4      | Virtua Racing           |
| Super Monaco GP 2                  | 5      | Sonic the Hedgehog 3    |
| Streets of Rage                    | 6      | Landstalker             |
| Quackshot                          | 7      | NBA Jam                 |
| Road Rash                          | 8      | Flashback               |
| Rainbow Islands                    | 9      | Mean Bean Machine       |
| PGA Tour Golf                      | 10     | Micro Machines          |
| Sword of Vermillion                | 11     | FIFA Soccer             |
| Phantasy Star 3                    | 12     | Aladdin                 |
| Aero Blasters                      | 13     | Jungle Strike           |
| Golden Axe 2                       | 14     | ToeJam & Earl 2         |
| Desert Strike                      | 15     | The Chaos Engine        |
| Speedball 2                        | 16     | Sub Terrania            |
| Thunder Force 3                    | 17     | F1                      |
| The Revenge of Shinobi             | 18     | PGA Tour                |
| Taz-Mania                          | 19     | Road Rash 2             |
| James Pond 2                       | 20     | NHL Hockey              |
| Castle of Illusion                 | 21     | The Jungle Book         |
| Decap Attack                       | 22     | The Lost Vikings        |
| Ghouls'n Ghosts                    | 23     | Lemmings                |
| Lakers versus Celtics              | 24     | Ecco the Dolphin        |
| Populous                           | 25     | Streets of Rage 3       |
| ToeJam & Earl                      | 26     | Quackshot               |
| Pit-Fighter                        | 27     | Davis Cup Tennis        |
| Shining in the Darkness            | 28     | Cool Spot               |
| Phantasy Star 2                    | 29     | Hellfire                |
| F-22 Interceptor                   | 30     | Mortal Kombat           |
| Strider                            | 31     | Rolo to the Rescue      |
| ESWAT                              | 32     | Tiny Toons              |
| Shadow Dancer                      | 33     | Shining Force           |
| Columns                            | 34     | Mega-Lo-Mania           |
| Kid Chameleon                      | 35     | Lethal Enforcers        |
| Terminator                         | 36     | Sonic 2                 |
| Two Crude Dudes                    | 37     | Rainbow Islands         |
| After Burner II                    | 38     | Desert Strike           |
| Buck Rogers: Countdown to Doomsday | 39     | Incredible Hulk         |
| The NewZealand Story               | 40     | WWF Royal Rumble        |

A edição 1 também incluiu uma lista dos "10 Worst Mega Drive Games of All Time" (10 Piores Jogos de Mega Drive de Todos os Tempos), que foi liderada por Altered Beast.
Um Mega CD Top 10 foi introduzido após o lançamento do console, com o primeiro lugar indo para Final Fight, que acabou sendo substituído por Thunderhawk até o final da revista.

### Mega Mouth
"Mega Mouth" eram as páginas de cartas que continham cartas dos leitores. A melhor carta do mês seria dada um prêmio junto com o título "Mega Star" acima de sua carta, enquanto a carta que foi considerada ininteligível seria intitulada com "Mega Moron". Também foram incluídas nestas páginas outras colunas como "Excerpts From The Diary Of A Stunt Mega Drive", "Blagged" e "The Curious Letters Of Harold S Bloxham", que seguiram as malsucedidas façanhas do imaginário Harold S Bloxham e sua cruzada contra viciados em videogames e o mal que eles infligem à nossa geração mais jovem. Suas cartas foram enviadas a várias celebridades e políticos, na esperança de que eles concordassem com seus pontos de vista e se unissem à sua causa. Cartas e respostas voltaram de pessoas como Claire Rayner, Lewis Bronze editor do Blue Peter, Jason Donovan, Sir Patrick Moore, Magnus Magnusson, Kenny Dalglish e Lloyd Grossman. Toda a correspondência foi respondida de volta, educadamente, discordando de suas opiniões e declarando suas razões. Uma vez percebido para Harold que seus esforços estavam sendo desatendidos, desistiu. Foi então revelado que Harold S. Bloxham não existia afinal de contas, era Neil West e Andy Dyer interpretando o advogado do diabo na área dos jogos.

### Shutdown
Era a última página em que a revista dava uma prévia o que estava por vir na próxima edição. Também apresentava os A's na página anterior, que eram as respostas para o Q's In The News.

## Funcionários
Neil West - Editor (1992–1993)
West trabalhou na Sega Power em 1990, tornando-se vice-editor. Ele também contribuiu para vários outros títulos da Future como Commodore Format, Amiga Format e Amiga Power. Foi durante esse tempo que ele também apareceu várias vezes em programas de TV como GamesMaster, co-comentando com o apresentador Dominik Diamond sobre o mais recente desafio. Também co-apresentava, com Jane Goldman, as análises do Games World show a House of Games transmitida na TV via satélite.
Andy Dyer - Editor Adjunto (1992-1993); Editor (1993-1994)
A primeira aparição de Dyer no jornalismo de games surgiu quando ele solicitou uma posição de redator para a Commodore Format. Seu colega de apartamento havia notado o anúncio para o lançamento de uma nova revista C64. Ele continuou a trabalhar na CF até o final de 1991.
Juntamente com o editor da Commodore Format, Steve Jarratt, ele ajudou a lançar a revista independente da Nintendo, Total!; uma revista de jogos eletrônicos inicialmente focada nos atuais consoles da Nintendo na época, NES e Game Boy, e mais tarde SNES e Nintendo 64. Em 1992, Andy, juntamente com Steve Jarratt, produziu um livro de bolso sobre os jogos da Nintendo intitulado Total 42 - Life, the Universe and Nintendo Games.
Ele saiu da Total! no verão de 1992 para se tornar vice-editor da Mega. Tornou-se editor no final de 1993, quando Neil West foi trabalhar nos Estados Unidos.
Paul Mellerick - Redator
Mellerick começou a escrever para a revista Commodore 64 e Zzap! 64, mas depois passou para a recém-lançada irmã Sega Force.
Entrou na Mega como redator da edição de lançamento em 1992 e continuou a escrever para a revista até sua venda para a Maverick Magazines em setembro de 1994. Depois, passou a trabalhar na Amiga Power como redator da edição de outubro de 1994. Mellerick morreu depois de um problema cardíaco não diagnosticado aos 27 anos de idade.
Amanda Cook (depois Amanda Dyson) - Editora de Arte
Embora sua posição oficial fosse editora de arte, Cook também foi creditada pela análise ocasional. Começou no Amiga Power como editora de arte em novembro de 1991. Saiu depois de julho de 1992 para ajudar no lançamento da Mega. Em seguida, deixou a Mega para trabalhar na revista GameMaster do programa de TV.
Jon Smith - Redator
Saiu da Mega para trabalhar na Total Film. Posteriormente ocupou o cargo de chefe de desenvolvimento externo na Codemasters. Em seguida, mudou-se para desenvolvedor de jogos na TT Games como diretor de desenvolvimento, onde foi responsável pela produção de LEGO Star Wars: The Video Game.
Josse Bilson - Redator
Um redator na recém-adquirida Sega Zone, em 1993. Quando a Future Publishing vendeu a revista para a Maverick Magazines no início de 1994, Bilson mudou-se para a Mega como redator. Também apareceu na GamesMaster como co-comentarista durante a quarta temporada. Apareceu no GamesMaster em 1994 como co-comentador ao lado do apresentador Dominik Diamond. Mais tarde trabalhou na revista PlayStation Power.
Will Groves - Redator
Groves se juntou ao Mega pouco antes de ser vendida, então nunca teve uma chance real de contribuir muito para a revista. Ele se tornou editor do site de jogos da Future Publishing, "Gamesradar.com". Mais tarde foi promovido a produtor associado da rede online CVG.
Colaboradores
O mastro de créditos da Mega contribuiu com muitos escritores por mês. Esses escritores geralmente contribuíram com artigos e análises não creditados. Ao longo dos anos, esses escritores incluíram Stuart Campbell, Andy Hutchinson, James Leach, Adam Waring, Richard Longhurst, Trenton Webb, Jonathan Davies e Gary Penn.